# Échelle 1
 (février 2024).
Si vous disposez d'ouvrages ou d'articles de référence ou si vous connaissez des sites web de qualité traitant du thème abordé ici, merci de compléter l'article en donnant les références utiles à sa vérifiabilité et en les liant à la section « Notes et références ».
L'échelle I, ou échelle 1 est une échelle utilisée pour les trains miniatures. Elle correspond à une échelle de 1/32.
Cette grande échelle permet l'utilisation de Vapeur vive.

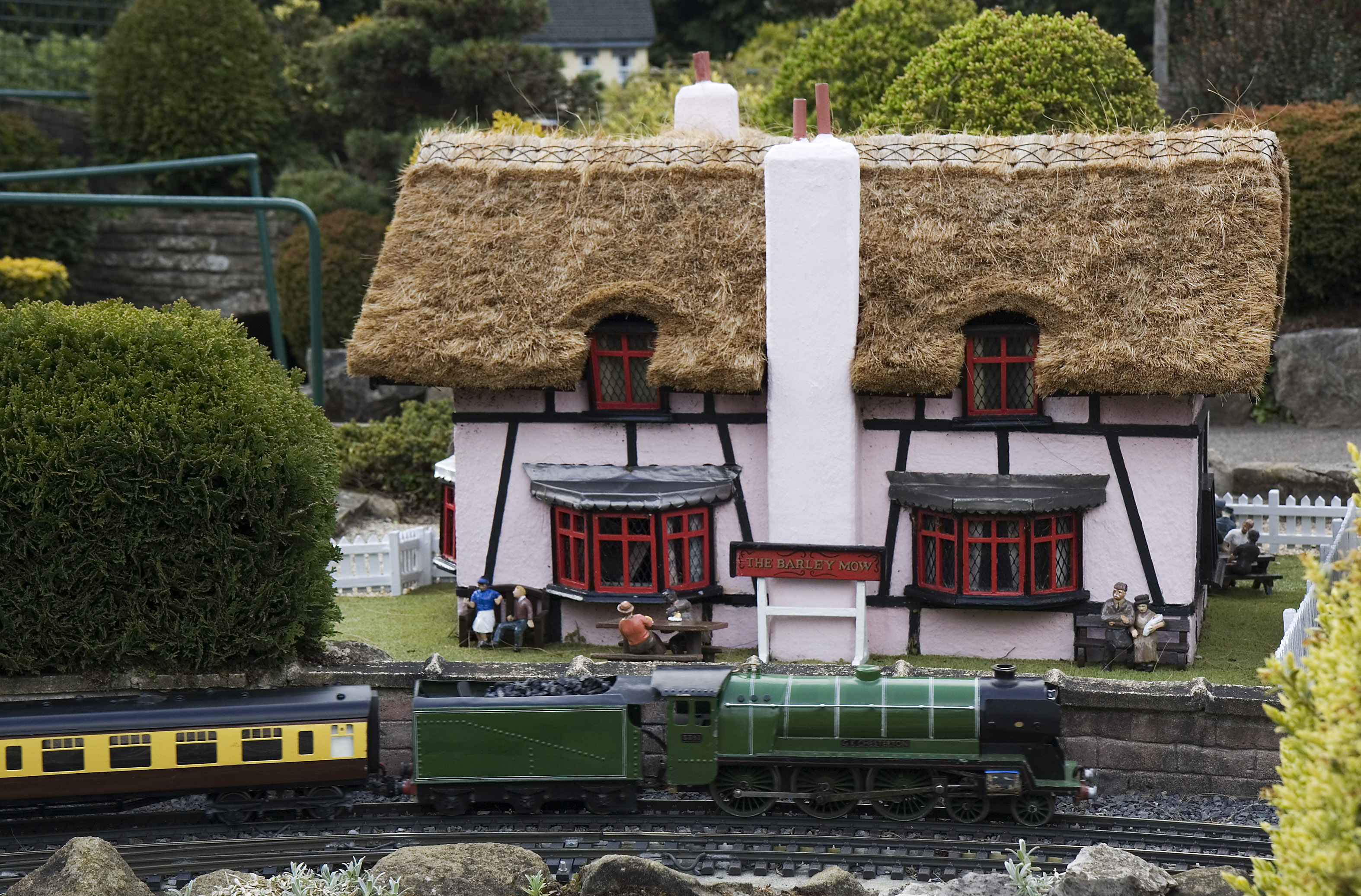
Jardin dans un paysage miniature de Bekonscot Model Village (Angleterre)

| Voie    | Désignation       | Écartement modélisme | Écartement vrai grandeur | Variantes              |
| ------- | ----------------- | -------------------- | ------------------------ | ---------------------- |
| I       | Normal            | 45 mm                | 1 435 mm                 | de 1 250 mm à 1 700 mm |
| Im      | Métrique          | 32 mm                | 1 000 mm                 | de 850 mm à 1 250 mm   |
| Ie      | étroite           | 22,5 mm              | 750 mm, 760 mm à 800 mm  | de 650 mm à 850 mm     |
| Ii (If) | Faible écartement | 16,5 mm              | 0500 mm à 600 mm         | de 400 mm à 650 mm     |
| Ip      | Train de jardin   | 12 mm                | 0381 mm                  | de 300 mm à 400 mm     |